# Trophée taurin camarguais
Le Trophée taurin est le championnat de France de course camarguaise organisé par les journaux La Provence et Midi libre. Le championnat est créé en 1952 par Georges Thiel, Marius Gardiol et Paul Laurent,. Il comprend trois divisions : le Trophée des As, le Trophée des Raseteurs et le Trophée de l'Avenir.

## Commission
La commission était présidée par Bernard Fesquet jusqu'en octobre 2007.